# Лео Кіачелі
Ле́о Кіаче́лі (справжнє ім'я — Леон Михайлович Шенгелая; 7 (19) лютого 1884 — 19 грудня 1963)  — грузинський письменник. Лауреат Сталінської премії другого ступеня (1941).

## Життєпис
Народився Лео Кіачелі 7 (19) лютого 1884 року в с. Обуджи (нині це Цаленджихський район Грузії) в дворянській сім'ї. Навчався в Кутаїській класичній гімназії.
Здобувши хорошу та всебічну освіту в 1904 році приїздить в Україну де вступає на юридичний факультет Харківського університету. Провчився всього рік і покинув навчальний заклад. В цей час стає членом підпільної організації і бере участь в Революції 1905–1907 років в Росії. В 1907 році Лео Кіачелі зацікавилася жандармерія. Його арештовують, але завдяки випадку він втікає з кутаїської в'язниці. Згодом під чужим ім'ям нелегально живе та навчається в Москві. Тоді ж особисто знайомиться з Володимиром Леніним, Георгієм Плехановим, Анатолієм Луначарським.
В 1912 році переїздить до Женеви де продовжує навчання у Женевському університеті. Після Лютневої революції повернувся в Росію. Відтоді Лео Кіачелі поринув в літературу. Його твори повністю відповідали духу епохи. В перші роки становлення радянської влади він писав про утворення колгоспів, в роки німецько-радянської війни — про воїнів Червоної Армії, а в останні роки життя про перемогу і утвердження соціалістичних ідей.
Лео Кіачелі помер 19 грудня 1963 року. Похований в Тбілісі, в пантеоні Мтацмінда.

## Творчість
Лео Кіачелі розпочав літературну діяльність в 1905 році. Писав невеликі оповідання. В 1917 році вийшов його історико-революційний роман «Таріел Голуа» (1915) про події 1905 року в Грузії. Цей твір став основоположником соціалістичного реалізму в грузинській літературі. В 1927 році вийшла 1-а частина революційного роману «Кров» про підпільну діяльність в Грузії після першої російської революції 1905–1907 років. В романі «Гваді Бігва» (1938) розповідається про перемогу колгоспного ладу в грузинському селі, а роман «Людина гір» (1945) присвячено німецько-радянській війні.
Новели «Княжна Майя» (1927), «Алмасгір Кібулан» (1928), «Хакі Адзба» (1933), «Крейсер Шмідт» (1933) тощо змальовували загибель реакційних класів та утвердження нового соціалістичного життя.
Лео Кіачелі також є автором кіносценаріїв «Золотиста долина» (1937), «Під одним небом» (1961). Твори автора видавалися багатьма мовами народів СРСР та країн соцтабору.

## Нагороди та премії
- Сталінська премія другого ступеня (1941) — за повість «Гваді Бігва» (1938)
- орден Леніна